# Бьянки, Рене
Рене Бьянки (фр. René Bianchi; род. 20 мая 1934, Конфлан-сюр-Сен) — французский шоссейный и трековый велогонщик, выступавший в составе национальной сборной Франции во второй половине 1950-х годов. Серебряный призёр летних Олимпийских игр в Мельбурне в командной гонке преследования, победитель велогонки «Париж — Вайи», победитель и призёр первенств национального значения. В 1960 году также выступал на профессиональном уровне за команду Peugeot-BP-Dunlop.

## Биография
Рене Бьянки родился 20 мая 1934 года в коммуне Конфлан-сюр-Сен департамента Марна, Франция.
Проходил подготовку в департаменте Об в местном одноимённом клубе, первое время выступал в гонках преимущественно в области Шампань.
Впервые заявил о себе в велоспорте в сезоне 1955 года, когда выступил на любительском молодёжном «Туре Франции», дважды поднимался здесь на пьедестал почёта — сумел финишировать вторым на первом и двенадцатом этапах.
В 1956 году одержал победу на любительской гонке «Париж — Вайи», вошёл в основной состав французской национальной сборной и благодаря череде удачных выступлений удостоился права защищать честь страны на летних Олимпийских играх в Мельбурне. В программе командной гонки преследования вместе с партнёрами по команде Мишелем Вермёленом, Жан-Клодом Лекантом и Жаном Грачиком благополучно прошёл команду Австралии на предварительном этапе, затем на стадиях четвертьфиналов и полуфиналов взял верх над сборными Новой Зеландии и Южной Африки соответственно. В решающем финальном заезде на финише две секунды уступил команде Италии и таким образом выиграл серебряную олимпийскую медаль.
После мельбурнской Олимпиады Бьянки ещё в течение некоторого времени продолжал принимать участие в крупнейших международных соревнованиях. Так, в 1958 году он занял четвёртое место в гонке Prova Ciclística 9 de Julho в Сан-Паулу, Бразилия, тогда как в 1959 году стал чемпионом Франции в зачёте гонки преследования.
В 1960 году перешёл в профессионалы и присоединился к одной из крупнейших французских команд Peugeot-BP-Dunlop. Однако каких-то значительных успехов в шоссейном велоспорте Рене Бьянки не добился.